# Лагутенкова, Вера Анатольевна
Вера Анатольевна Лагутенкова (род. 20 марта 1984 года, Москва) — российская художница, искусствовед, член-корреспондент Российской академии художеств (2017).

## Биография
Родилась 20 марта 1984 года в Москве.
В 2004 году окончила МГАХУ памяти 1905 года, театрально-декорационное отделение, а в 2010 году — факультет живописи МГАХИ имени В. И. Сурикова (мастерская М. М. Курилко-Рюмина).
С 2011 года — член Московского союза художников, Союза художников России, с 2017 года — член Правления Товарищества живописцев Московского Союза художников.
В 2014 году защитила кандидатскую диссертацию, тема: «Проблемы эволюции жанров в московской живописи последней трети XX века».
В 2017 году избрана членом-корреспондентом Российской академии художеств от Отделения живописи.

### Педагогическая деятельность
- Преподаватель спецрисунка в колледже легкой промышленности № 5 (2007—2008 гг.).
- Преподаватель живописи в МГАХУ памяти 1905 года (2008—2010 гг.).
- Старший преподаватель МГАХИ им. В. И. Сурикова (2013—2014 — на факультете живописи, 2014 — на факультете теории и истории искусств) (2013—2016 гг.).
- Лекции по дисциплинам: «Западноевропейское искусство 2-й половины XX века», «Новейшие течения в современном искусстве», «Современная художественная критика», «Кураторские проекты», «История театра».
- Проректор по научной работе МГАХИ им. В. И. Сурикова (2014—2016 гг.), с 2018 года — доцент кафедры академической живописи МГХПА имени С. Г. Строганова.

## Основные произведения
«Пирожки горячие с мясом, с рыбой, с печенью…» (70х100, картон, масло, 2008 г.), «Последний день лета» («Завтра первое сентября») (130х200, х., м., 2013 г.), «Мясо. Молоко» (120х100, х., м., 2015 г.), «Песня» (192х395, х., м., 2016 г.), «Гжель» (120х100, х., м., 2016 г.), «На барахолке» («Коплю на Грецию») (120х100, х., м., 2016 г.), «Дары моря» (120х100, х., м., 2016 г.)
Произведения находятся в различных музеях России, за рубежом, в частных собраниях.

## Награды
- Премия Президента Российской Федерации для молодых деятелей культуры (2016)[2].
- Благодарность Президента Российской Федерации (2018).